# Ammanaghatta, Gubbi
Ammanaghatta là một làng thuộc tehsil Gubbi, huyện Tumkur, bang Karnataka, Ấn Độ.